# البردی، پاراگوئه
البردی، پاراگوئه (به اسپانیایی: Alberdi, Paraguay) یک منطقهٔ مسکونی در پاراگوئه است که در ناحیه نیمبوکو واقع شده‌است.

## خصوصیات
البردی ۷٬۵۵۲ نفر جمعیت دارد و ۴۵ متر بالاتر از سطح دریا واقع شده‌است.